# BBÖ Kh
Die Dampflokomotivreihe Kh war eine Schmalspur-Tenderlokomotivreihe der BBÖ, die auch für private Lokalbahnen in der Steiermark beschafft wurde. Die Bezeichnung der Reihe rührt vom Anfangsbuchstaben des Ortes Kühnsdorf her, das „h“ steht für Heißdampf.

## Geschichte

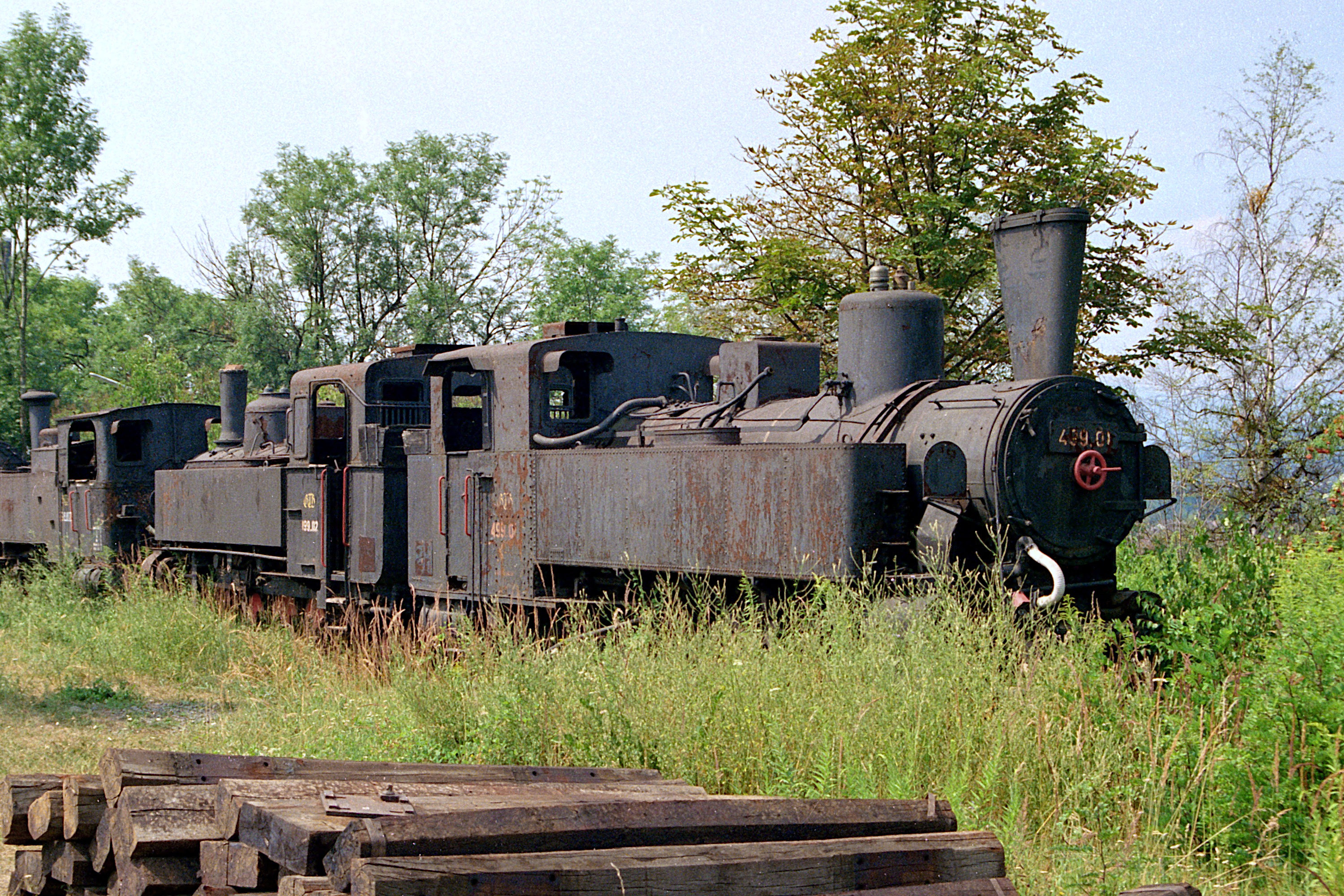
ÖBB 499.01 (ex BBÖ Kh.1) in Treibach-Althofen (1992).

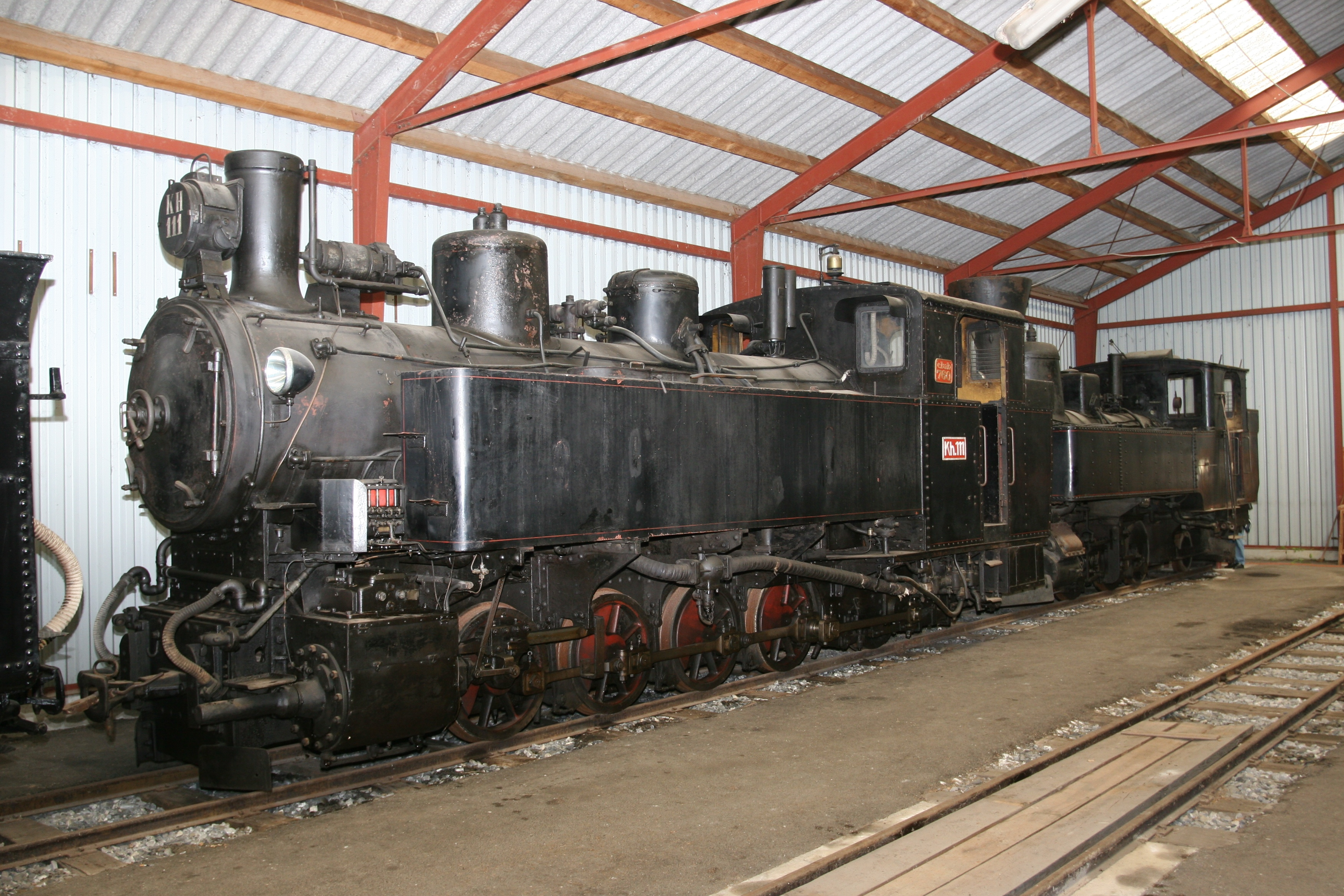
Kh.111 im Museum Frojach

Nach dem Ersten Weltkrieg verblieb der Lokalbahn Kühnsdorf–Eisenkappel (Vellachtalbahn) in Kärnten nur die kleine T.5, die spätere BBÖ T.4" (Zweitbesetzung). Krauss in Linz lieferte daher 1924 eine wesentlich stärkere Maschine an die Bundesbahnen Österreichs, die auch für den geplanten Rollwagenverkehr benötigt wurde.
1926 wurde eine gleichartige Maschine für die Murtalbahn geliefert (Kh.101), 1930 eine für die Feistritztalbahn von Birkfeld nach Ratten (Kh.111). Beide Maschinen gingen nach Auflösung der privaten Bahngesellschaften an die Steiermärkischen Landesbahnen als deren Nachfolger über. 
1938 reihte die Deutsche Reichsbahn die BBÖ-Maschine als 99 1201 ein und 1953 wurde sie zur ÖBB 499.01. Sie war immer auf ihrer Stammstrecke beheimatet und wurde 1973 ausgemustert. Sie befindet sich heute nicht betriebsfähig in der Fahrzeugsammlung der Gurktalbahn. 
Die StLB Kh.101 wird weiterhin als aktive Betriebsmaschine für die Touristikzüge auf der Feistritztalbahn unterhalten, war aber 2023 auch nicht betriebsfähig. Die Kh.111 gehört seit 1976 dem Club 760 und ist in der Fahrzeughalle des Clubs in Frojach an der Murtalbahn nicht betriebsfähig hinterstellt.

## Konstruktion
Da die fünffach gekuppelte Heißdampf-Lokomotive auf der Vellachtalbahn Radien mit nur 60 Metern zu befahren hatte, wurde eine besondere Konstruktion des Fahrwerks notwendig. Die ersten vier Achsen sind in einem Innenrahmen gelagert und die fünfte in einem Außenrahmen als seitenverschiebbare Klien-Lindner-Hohlachse ausgeführt. Der Treibzapfen der vierten Achse ist deswegen besonders lang, um die Kuppelstange zur dritten Achse, die Treibstange und die außen liegende Kuppelstange zur fünften Achse aufzunehmen. Die erste Kuppelachse ist auch seitlich verschiebbar ausgeführt.
Technisch unterscheiden sich die drei Maschinen in Details, aber auch in der Bauart der Steuerung. Während die Kh.1 der BBÖ sowie die Kh.101 eine gewöhnliche Heusingersteuerung mit Kolbenschiebern erhielten, kam bei der Kh.111 die in Österreich seltene Caprotti-Ventilsteuerung zur Anwendung. Die 499.01 wurde später mit einem Giesl-Ejektor ausgerüstet.